# Let's Go to Bed
Let's Go to Bed è un singolo della band britannica The Cure, pubblicato il 23 novembre 1982. 

## Descrizione
(Robert Smith)
Let's Go to Bed, segna una svolta nella storia del gruppo che si muove verso uno stile molto più pop, in contrasto con le produzioni precedenti. Il manager e produttore Chris Parry chiese a Robert Smith una nuova direzione musicale per la band. Il cantante allora propose Let's Go to Bed, brano decisamente pop, rifiutando però inizialmente di pubblicarlo con il nome The Cure, giudicandolo "superficiale e stupido".
Intervistato alla trasmissione radiofonica Rock 'n' Roll Alternative Show, nel 1983, Robert Smith disse che non immaginava che avrebbe mai scritto una canzone come questa.
(Rock ‘n Roll Alternative (FM) del 1° dicembre 1983)
Il brano ha origine in un demo strumentale, intitolato Temptation, e registrato nel dicembre del 1981, appena prima delle session per l'album Pornography. Questo demo fu la base per un altro, questa volta cantato e registrato nel luglio 1982, in cui si riconosce la melodia di Let's Go to Bed.
Con i due singoli successivi, Let's Go to Bed forma la cosiddetta Trilogia fantasy.

## Tracce
Lato A
1. Let's Go to Bed

Lato B
1. Just One Kiss

Nella versione 12" entrambi i brani sono presenti in versione estesa.

## Formazione
- Robert Smith - voce, chitarra, basso, tastiere
- Lol Tolhurst - tastiere
- Steve Goulding - batteria